# Aéroport de Bydgoszcz
L'aéroport de Bydgoszcz Ignacy Jan Paderewski code IATA : BZG • code OACI : EPBY (polonais : Port lotniczy im. Ignacego Jana Paderewskiego Bydgoszcz-Szwederowo) est un aéroport régional polonais dans la ville de Bydgoszcz, en Pologne. Il est le neuvième plus grand aéroport de Pologne quant au trafic passagers. L'aéroport a desservi 337 556 passagers en 2016. Il dispose d'un terminal aéroportuaire et de quatre pistes, la principale étant 08/26 qui est longue de 2 500 x60 m.

## Situation
Il se trouve à seulement 3,5 km du centre-ville.
| \| 50 km1:3 411 000 \| Lublin Cracovie Gdańsk · Dantzig Łódź Olsztyn · Holsten Poznań · Posnanie Varsovie · Radom Rzeszów Szczecin · Stettin Varsovie · Modlin Wrocław · Vratislavie Katowice Zielona · Góra Varsovie · Chopin Bydgoszcz · Bromberg |
| 50 km1:3 411 000 |

## Statistiques
Pour des raisons techniques, il est temporairement impossible d'afficher le graphique qui aurait dû être présenté ici.

Voir la requête brute et les sources sur Wikidata.

## Compagnies aériennes et destinations
| Compagnies          | Destinations                                                            |
| ------------------- | ----------------------------------------------------------------------- |
| Buzz                | En saison charter: Bourgas                                              |
| Enter Air           | En saison Charter : Antalya, Bourgas,, Bourgas                          |
| LOT Polish Airlines | Cracovie-Jean-Paul II, Varsovie-Chopin                                  |
| Pegasus Airlines    | En saison charter : Antalya                                             |
| Ryanair             | Birmingham, Bristol, Londres-Luton, Londres-Stansted En saison : Dublin |
| Wizz Air            | Londres-Luton                                                           |

Édité le 19/06/2020  Actualisé le 06/12/2022